# Rollo mandarín
El rollo mandarín es un tipo de bollo al vapor oriundo de China, donde constituye un alimento básico parecido al pan blanco de la cocina occidental. Debido a que las variedades del sur son ligeramente dulces, pueden tomarse sin acompañamiento. A veces se comen con leche condensada. Los rollos mandarines se elaboran con harina de trigo, agua, azúcar, aceite de soja, grasa vegetal, leche en polvo, sal y levadura.